# Sokol (distrikt)
Sokol (bulgariska: Сокол) är ett distrikt i Bulgarien.   Det ligger i kommunen Obsjtina Glavinitsa och regionen Silistra, i den nordöstra delen av landet, 300 km öster om huvudstaden Sofia.
Trakten runt Sokol består till största delen av jordbruksmark. Runt Sokol är det ganska glesbefolkat, med 28 invånare per kvadratkilometer.